# 9511 Klingsor
9511 Klingsor è un asteroide della fascia principale. Scoperto nel 1977, presenta un'orbita caratterizzata da un semiasse maggiore pari a 2,7669725 UA e da un'eccentricità di 0,1401824, inclinata di 10,44620° rispetto all'eclittica.